# Folkunionen
Folkunionen (ned: Volksunie, VU) var ett politiskt parti i Belgien. Partiet var ett mittenparti, bildat 1954 av tidigare medlemmar i Kristna Flamländska Folkunionen. 
Volksunie definierade sig som ett "big tent" och "catch-all-parti" som kombinerade stöd från vänster och höger med huvudmålet att fokusera på ökad flamländsk autonomi och etablera fler språkliga och politiska rättigheter för den flamländska gemenskapen. Partiet baserade också sin plattform på medborgarnationalism framför radikalism för att främja en mer legitim bild.  Den innehöll också medlemmar som var sympatiska för federalism och fullständig separatism, med dess ståndpunkt om huruvida man skulle skilja Flandern från Belgien eller omdefiniera Belgien som en federal nation där Flandern hade delegerat makten förändrats med sitt ledarskap.  VU deltog i tre koalitioner belgiska regeringar under dess existens och har krediterats av historiker för att framgångsrikt föra frågan om flamländsk nationalism till mainstream belgisk politik och genomföra dess federalistiska mål. Men partiet led senare av ideologiska schismer som resulterade i en nedgång i stödet innan det upplöstes 2001.

## Historik
Partiet var ursprungligen framgångsrikt och erövrade 1961 fem mandat i Representanthuset och två i senaten.
I senare val fortsatte dess väljarstöd att växa och i valet 1978 fick man 11 % av rösterna och 21 parlamentariker.
Under 1970-talet beslutade VU dock att överge sin nationalistiska kurs och i stället acceptera den federalistiska uppdelningen av Belgien. Man gick med i koalitionsregeringen under Leo Tindemans.
Detta fick partiets nationalistiska högerflygel att lämna partiet och bilda Vlaams Blok, vars väljarstöd i valet 1991 blev större än VU:s. VU fortsatte sin kräftgång och erövrade i valet 1999 bara 5,6 % av rösterna. 2001 kunde partiet inte hålla ihop längre utan delades i Ny-Flamländska Alliansen (separatister) och Spirit (federalister).